# پتر فونکوتر
پتر فونکوتر (آلمانی: Peter Funnekötter; ۱۱ ژوئن ۱۹۴۶) قایقران روئینگ اهل آلمان بود.
وی در مسابقات کشوری و بین‌المللی در مجموع برندهٔ ۱ مدال نقره، ۲ مدال برنز شده‌است.